# Legergedenkteken 1866
Het Legergedenkteken 1866 (Duits: Armeedenkzeichen 1866) werd op 6 oktober 1866 door Lodewijk II van Beieren ingesteld en het werd verleend aan alle militairen, officieren, onderofficieren en manschappen, van het in dat jaar door Pruisen verslagen Beierse leger dat in de "Brüderkrieg" aan de zijde van Oostenrijk vocht.
Het bronzen kruis draagt op de voorzijde een leeuw, het Beierse wapendier, in een lauwerkrans en op de keerzijde het jaartal "1866". Het werd aan een in een driehoek opgemaakt lint op de linkerborst gedragen.
Prins Karel van Beieren ontving een groter geëmailleerd kruis, ook "Armeedenkzeichen 1866" geheten dat "en sautoir", dus om de hals, werd gedragen.
De versies van het kruis
- Kruis van brons